# La verdad (película de 2015)
Truth es un docudrama político estadounidense del año 2015. La película fue escrita y dirigida por James Vanderbilt en su debut como director. Está basado en las memorias de la periodista estadounidense y productora de noticias de televisión Mary Mapes, Truth and Duty: The Press, the President and the Privilege of Power.
La película se enfoca en los documentos Killian y los últimos días del presentador de noticias Dan Rather (Robert Redford) y la productora Mary Mapes (Cate Blanchett ) en CBS Noticias.
Truth tuvo su estreno mundial en el Festival de Cine Internacional de Toronto de 2015.

## Resumen
En los meses previos a las elecciones presidenciales de 2004, Mary Mapes (productora del programa de noticias en horario estelar 60 Minutes Wednesday) y su equipo formado por Mike Smith (Grace), Lucy Scott (Moss) y el Coronel Roger Charles (Quaid) buscan evidencia que verifique si George W. Bush recibió algún trato especial durante su tiempo en el ejército. Charles, teniendo fe en el ejército y lo que éste representa, confía en que no hubo errores, a pesar de que se habían perdido los registros de Bush, de que varios de ellos estaban alterados y de que Bush tenía dificultades para cumplir con las mínimas pruebas de aptitud física. En busca de todas las pistas, Mapes y su tripulación eventualmente encuentran a Bill Burkett, quien les dice que tiene evidencia contundente en forma de memorandos y cartas que dictaban que Bush en efecto había recibido un trato especial. Eventualmente, a partir de esta evidencia, Mapes escribe una historia que Dan Rather reporta en una edición de 60 minutos.[1]
Después de la ventilación, Mapes y Rather se enfrentan a preguntas sobre la precisión del segmento. Los documentos fundamentales en los que se basaron estas alegaciones fueron inmediatamente cuestionados por diversas fuentes, algunas indicando que los documentos estaban falsificaciones, que luego fueron investigados y amplificados por varios locutores de radio, blogueros y numerosos medios de comunicación, (incluyendo The Washington Post y la propia CBS). No tardaron de encontrar que ciertas características de los memorandos, tales como la fuente y el espaciado de las letras, indicaban que éstos habían sido creados en un ordenador con Microsoft Word, y por lo tanto, no en una máquina de escribir como correspondería a principios de los 70. Posteriormente, Burkett admitió que había mentido acerca de dónde los había obtenido.
Después del escándalo, Mapes, su tripulación, y Rather se enfrentan con cargos que acusan a la agenda política liberal de Mapes de haber jugado un papel en la ventilación del segmento. Uno por uno, se ven obligados a hacer frente a un panel de revisión interna para determinar si el sesgo político fue o no un factor en el informe. Smith, Scott y Charles son finalmente prohibidos de su trabajo y posteriormente despedidos. Mapes se defiende y presenta la evidencia desde su punto de vista. Después de la audiencia, Mapes es despedida y Rather hace su última transmisión, citando cómo el coraje le ayudó a él y a su tripulación a superar los momentos más difíciles.
[1] https://decine21.com/peliculas/verdad-truth-31588
- Datos: Q18354827